# Parco nazionale del Vesuvio

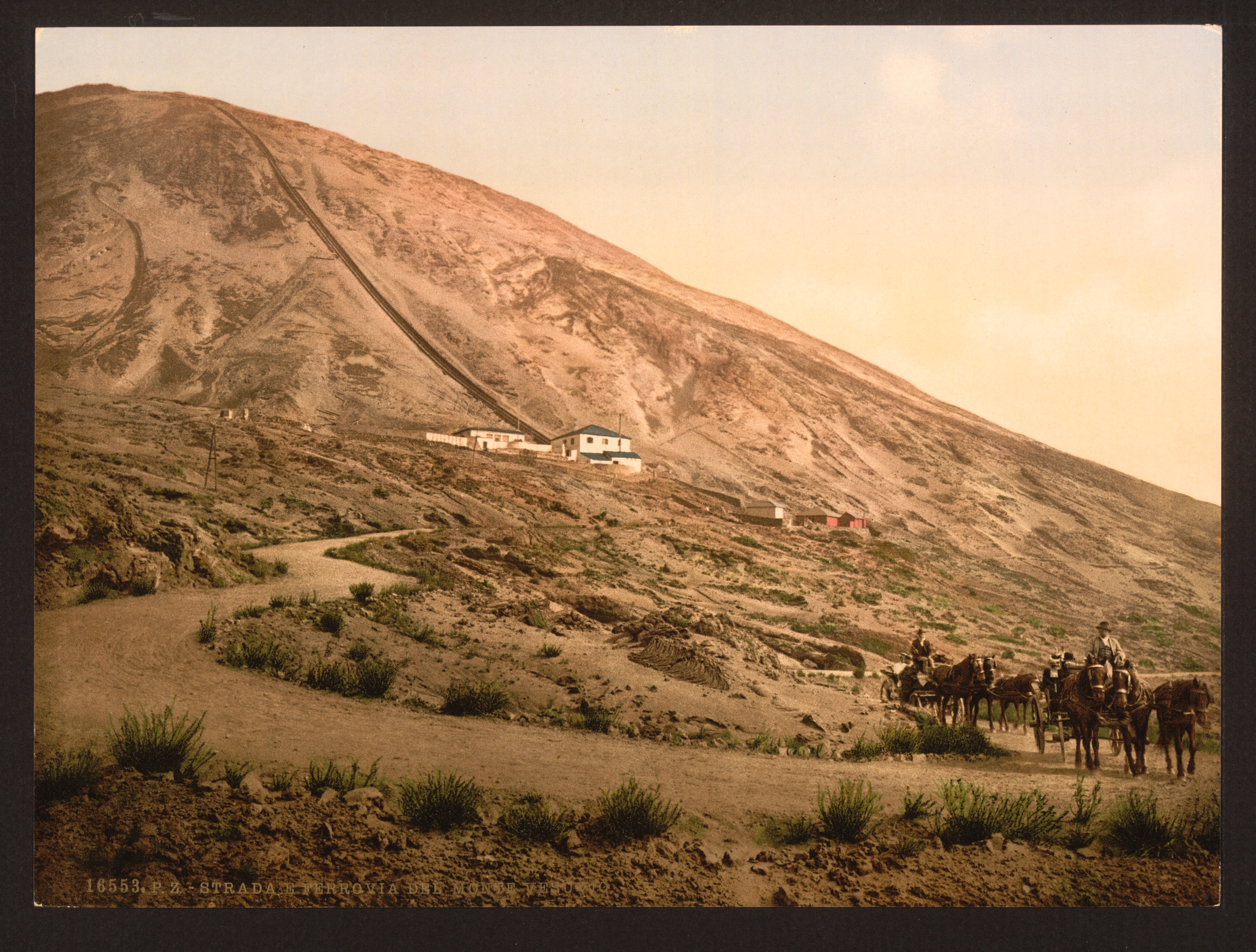
Il Vesuvio tra il 1890 e il 1900

Il Parco nazionale del Vesuvio è un parco nazionale istituito il 5 giugno 1995 per il grande interesse geologico, biologico e storico che il suo territorio rappresenta. Il parco si sviluppa attorno al complesso vulcanico Somma-Vesuvio e la sede è situata nel comune di Ottaviano, nella città metropolitana di Napoli. Il Parco Nazionale del Vesuvio nasce ufficialmente il 5 giugno 1995 per conservare le specie animali e vegetali, le associazioni vegetali e forestali, le singolarità geologiche, le formazioni paleontologiche, le comunità biologiche, i biotopi, i valori scenici e panoramici, i processi naturali, gli equilibri idraulici e idrogeologici e gli equilibri ecologici del territorio vesuviano.

## La nascita del complesso vulcanico Somma-Vesuvio
La nascita del complesso vulcanico Somma-Vesuvio si fa risalire ad oltre 400.000 anni fa (datazione effettuata sui più antichi depositi vulcanici sottomarini raccolti con perforazioni profonde), benché le informazioni più certe riguardino solamente gli ultimi 25.000 anni. La storia vulcanica viene solitamente suddivisa in tre periodi principali.
Dalle origini all’eruzione del 79 d.C., periodo in cui si formò l’antico vulcano, il Monte Somma, che successivamente fu demolito da una serie di eruzioni esplosive molto antiche (tra 17.000 e 4.000 anni fa).
Dal 79 d.C. al 1631. Nel 79 d.C. l’eruzione violentissima che seppellì sotto alcuni metri di ceneri bollenti e colate di fango le città di Pompei, Oplonti, Ercolano e Stabia, e che fu seguita da diverse eruzioni nei secoli a venire.
Dal 1631 ad oggi. Nel 1631 un’altra violenta eruzione aprì una nuova fase di attività persistente del vulcano, caratterizzata da numerose eruzioni, molte delle quali di tipo prevalentemente effusivo. Nel 1944 l’ultima eruzione, che fece entrare il Vesuvio nell’attuale fase di “riposo attivo”.

## L'unico vulcano attivo dell’Europa continentale
Il Vesuvio, unico vulcano attivo dell’Europa continentale, fa parte di una vasta area vulcanica che si è originata circa 2 milioni di anni fa, durante le fasi tettoniche connesse all’apertura del bacino tirrenico e all’assestamento della catena appenninica; l’attuale forma del vulcano è il risultato del continuo susseguirsi, negli ultimi 25.000 anni, di eruzioni esplosive ed effusive.
Questi eventi hanno in parte demolito il vulcano più antico, il Monte Somma, all’interno del quale si è originato il Gran Cono del Vesuvio: l’insieme dei due edifici vulcanici prende il nome di complesso vulcanico Somma - Vesuvio.
Il Vesuvio ha una tipica forma tronco-conica il cui punto più alto raggiunge i 1.277 m s.l.m.. Il cratere ha attualmente un diametro di 450 m ed una profondità di 300 m. Alla base del cratere e all’interno della caldera del Somma si trovano diverse bocche eruttive, dalle quali sono fuoriuscite molte delle colate laviche di epoca storica, a partire dal tra il 1631 fino all’ultima eruzione del 1944.
Attualmente sul Gran Cono del Vesuvio sono presenti piccole fumarole, segno del suo stato di “riposo attivo” quiescenza.

## Storia
Già annunciato dalla Legge quadro sulle aree protette del 1991, il parco nazionale del Vesuvio è stato istituito con il Decreto del Presidente della Repubblica del 5 giugno 1995, principalmente per:
- conservare i valori del territorio e dell'ambiente, e la loro integrazione con l'uomo;
- salvaguardare le specie animali e vegetali, nonché le singolarità geologiche.

## Flora e fauna
Un'ulteriore singolarità di questo Parco è rappresentata dalla notevole presenza di specie floristiche e faunistiche in rapporto alla sua ridotta estensione: sono presenti ben 612 specie appartenenti al mondo vegetale e 227 specie (tra quelle studiate) appartenenti a quello animale. Tra i mammiferi, sono presenti volpi, faine, moscardini, 
topi quercini e altri piccoli roditori. Tra le specie attualmente estinte sono da segnalare il gatto selvatico europeo e il tasso.

## Territorio
Il Parco include e si sviluppa attorno al Vesuvio. Esso rappresenta il tipico esempio di vulcano a recinto, costituito da un cono esterno tronco, il Monte Somma, (oggi spento e con una cinta craterica in buona parte demolita) entro il quale si trova un cono più piccolo (che rappresenta il Vesuvio, ancora attivo). Il territorio è prevalentemente rappresentato da macchia mediterranea e foresta.

## Comuni
I comuni del parco sono 13 e nello specifico:
- Boscoreale
- Boscotrecase
- Ercolano
- Massa di Somma
- Ottaviano
- Pollena Trocchia
- San Giuseppe Vesuviano
- San Sebastiano al Vesuvio
- Sant'Anastasia
- Somma Vesuviana
- Terzigno
- Torre del Greco
- Trecase

### Comuni esterni all'area del Parco
Per contiguità territoriale ed omogeneità di caratteristiche possono essere considerati come parte integrante di questo Parco:
- Cercola
- Pompei
- Portici
- San Giorgio a Cremano
- Torre Annunziata

## Sentieri
I sentieri del Parco Nazionale del Vesuvio sono 11:
| sentiero                     | comuni                                                                      |
| ---------------------------- | --------------------------------------------------------------------------- |
| Valle dell’inferno           | Ottaviano, San Giuseppe Vesuviano, Terzigno                                 |
| Lungo i Cognoli              | Ottaviano, San Giuseppe Vesuviano, Somma Vesuviana, Terzigno                |
| Il Monte Somma               | Ercolano, Massa di Somma, Pollena Trocchia, Sant’Anastasia, Somma Vesuviana |
| Attraverso la Riserva Tirone | Boscotrecase, Ercolano, Torre del Greco, Trecase                            |
| Il Gran Cono                 | Boscotrecase, Ercolano, Ottaviano, Torre del Greco, Trecase                 |
| Lungo la Strada Matrone      | Boscotrecase, Ottaviano, Terzigno, Trecase                                  |
| Il Vallone della Profica     | Ottaviano, San Giuseppe Vesuviano, Terzigno                                 |
| Il trenino a cremagliera     | Ercolano, San Sebastiano al Vesuvio                                         |
| Il fiume di lava             | Ercolano, Massa di Somma                                                    |
| L'Olivella                   | Sant’Anastasia                                                              |
| La Pineta di Terzigno        | Terzigno                                                                    |

## Attività
Nel parco è possibile fare escursioni lungo i numerosi sentieri presenti. A seguire gli 11 sentieri ufficiali.

### Sentiero n°1 - "La valle dell'inferno"
Uno dei sentieri più lunghi (sfiora i 10 km), attraversa angusti tornanti in salita e discesa attorno al Vallone Tagliente.
Nel percorso si possono ammirare i Cognoli di Levante, spettacolare esempio di lava a corda.
- Lunghezza complessiva: 9.972 m
- Quota massima: 965 m s.l.m.
- Difficoltà: alta

### Sentiero n°2 - "I Cognoli di Ottaviano"

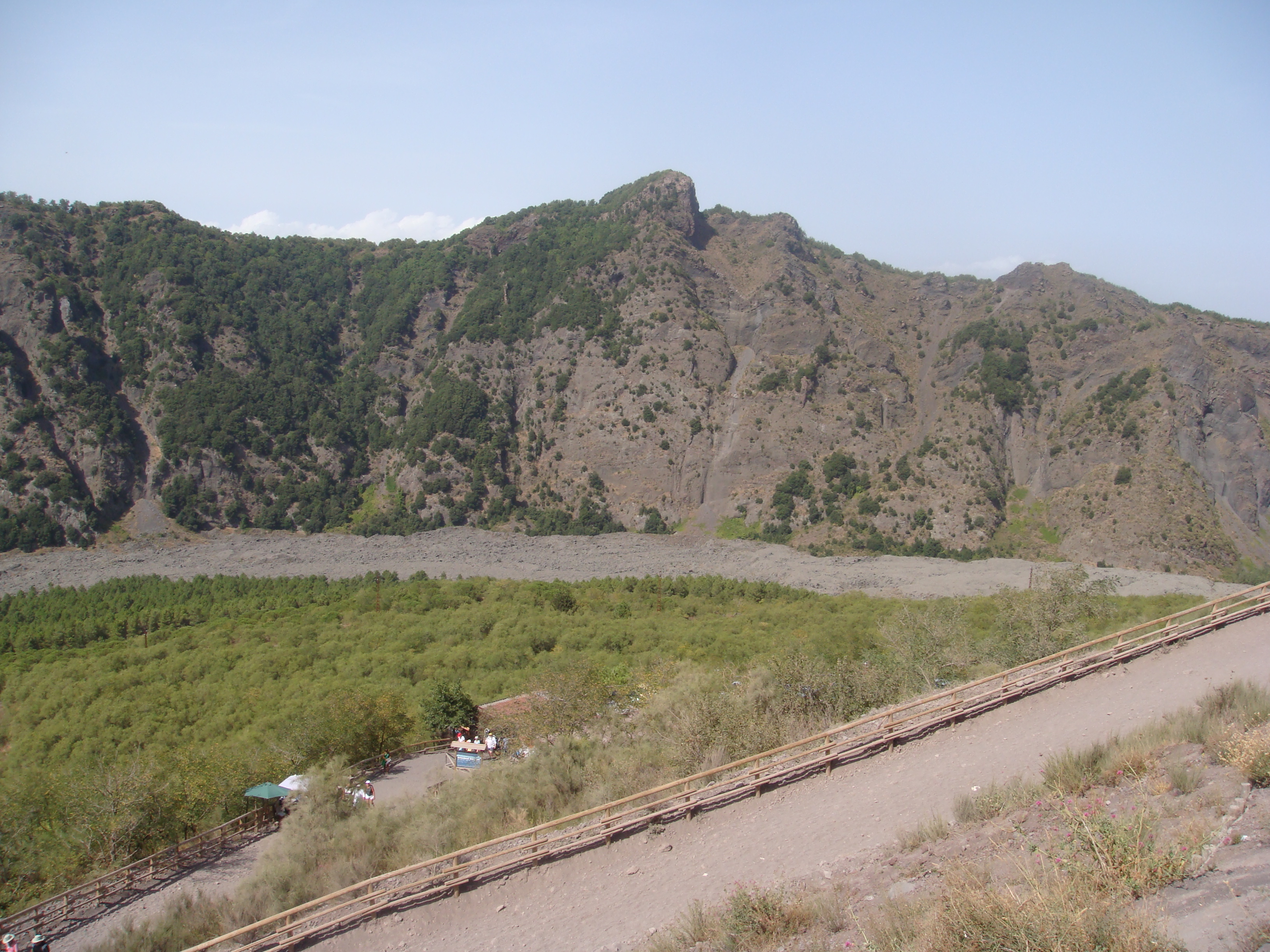
La Valle del Gigante con la colata lavica del 1944 e la Punta del Nasone

Un ampio giro consente, una volta arrivati al Largo Prisco, il ritorno nello stesso spiazzo, dopo una sequenza di saliscendi.
- Lunghezza complessiva: 8.134 m
- Quota massima: 1.112 m s.l.m.
- Difficoltà: alta

### Sentiero n°3 - "La traversata del Monte Somma”
Percorso che consente di esplorare il passato del grande vulcano, con l'affaccio sul fiume di lava del 1944, panoramiche vedute sul golfo di Napoli, ed attraversamento di gran parte del Monte Somma.
- Lunghezza complessiva: 7.650 m
- Quota massima: 1.132 m s.l.m.
- Difficoltà: facile

### Sentiero n°4 - "La Riserva Naturale Tirone-Alto Vesuvio"
Uno dei sentieri più agevoli (è quasi interamente in piano). Attraversa un suggestivo bosco. Questo sentiero ha due curiosità: attraversa il punto universalmente ritenuto con la veduta più spettacolare del Parco e incrocia quella che si ritiene essere la leggendaria baracca della strega Amelia, personaggio dei fumetti di Walt Disney.
- Lunghezza complessiva: 8.413 m
- Quota massima: 690 m s.l.m.
- Difficoltà: bassa

### Sentiero n°5 - "La salita al cratere del Vesuvio"
Questo percorso ascende verso il Gran Cono del Vesuvio, attraversando la Capannuccia e il Rifugio Imbò prima di ritornare al Piazzale Ercolano (punto di partenza). Tra tutti i percorsi è quello più frequentato.
- Lunghezza complessiva: 3.807 m
- Quota massima: 1.170 m s.l.m.
- Difficoltà: bassa
- Il sentiero natura n. 5 "Il Gran Cono" parte dal Piazzale posto a quota 1000 m s.l.m. nel comune di Ercolano al termine della Strada Provinciale Ercolano-Vesuvio. Al momento il Piazzale ospita un'area parcheggio per coloro che giungono motorizzati. Prima di intraprendere la salita si può visitare uno degli Infopoint del Parco Nazionale del Vesuvio dove si possono ricevere informazioni utili sull'area protetta ed acquistare la carta dei sentieri. Dal Piazzale si può già godere di un'ampia veduta del versante settentrionale del Monte Somma con i Cognoli di Sant'Anastasia e la Punta Nasone, la cima dell'antico vulcano alta a 1.132 metri, opposta ai Cognoli di Ottaviano e di Levante.

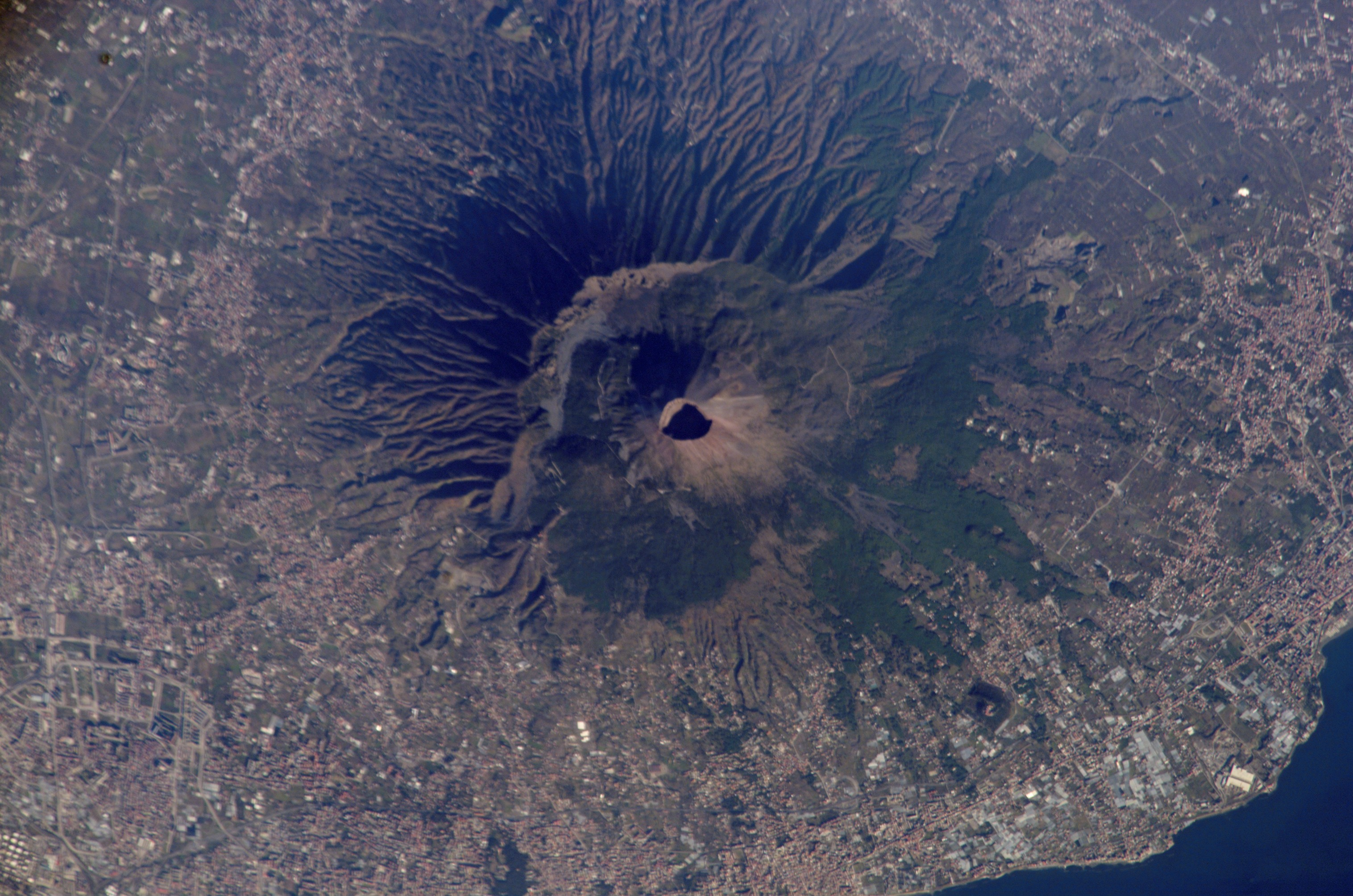
Il Parco Nazionale del Vesuvio visto dal satellite

### Sentiero n°6 - "La strada Matrone"
Il percorso prende il nome dai due fratelli che tracciarono il sentiero, quasi un secolo fa.
La passeggiata sfiora i 7 km, durante i quali è possibile ammirare le bocche laviche apertesi nel 1906.
- Lunghezza complessiva: 6.877 m
- Quota massima: 1.050 m s.l.m.
- Difficoltà: alta

### Sentiero n°7 - "Il vallone della profica"
Questo percorso, relativamente breve rispetto agli altri (meno di 2 km), permette di attraversare la terra in cui nascono i pomodorini a piennolo, tipici del comprensorio vesuviano. Il sentiero termina in una suggestiva pineta.
- Lunghezza complessiva: 1.718 m
- Quota massima: 430 m s.l.m.
- Difficoltà: bassa

### Sentiero n°8 - "Lungo il tragitto del trenino a cremagliera"
Un tempo l'Eremo del Salvatore era collegato, a valle, con Resina (Ercolano), attraverso un trenino a cremagliera, il cui percorso è possibile ammirare da questo sentiero.
Il percorso, sebbene piuttosto breve (poco più di un kilometro), presenta qualche forte pendenza ed è considerato quindi di difficoltà media.
- Lunghezza complessiva: 1.188 m
- Quota massima: 520 m s.l.m.
- Difficoltà: media

### Sentiero n°9 - "Il fiume di lava"
Questo percorso breve e agevole, inaugurato ufficialmente il 2 Marzo 2020, attraversa un paio di boschetti molto suggestivi, dominati da ginestre e valeriana. Prova l'emozione di passeggiare su una colata lavica, attorniati da un paesaggio quasi lunare.
- Lunghezza complessiva: 690 m
- Quota massima: 540 m s.l.m.
- Difficoltà: bassa.

### Sentiero n°10 - "L'Olivella"
L'itinerario percorre lo stradello dell'Olivella che si inerpica tra le campagne di Sant'Anastasia e conduce alle omonime sorgenti a quota 382 m s.l.m.
- Lunghezza complessiva: 1.865 m
- Quota massima: 382 m s.l.m.
- Difficoltà: bassa

### Sentiero n°11 - "La pineta di Terzigno"
Il sentiero è strutturato in un percorso pianeggiante, all'interno di una fitta pineta.
- Lunghezza complessiva 750
- Quota massima 211
- Difficoltà bassa

## Galleria d'immagini

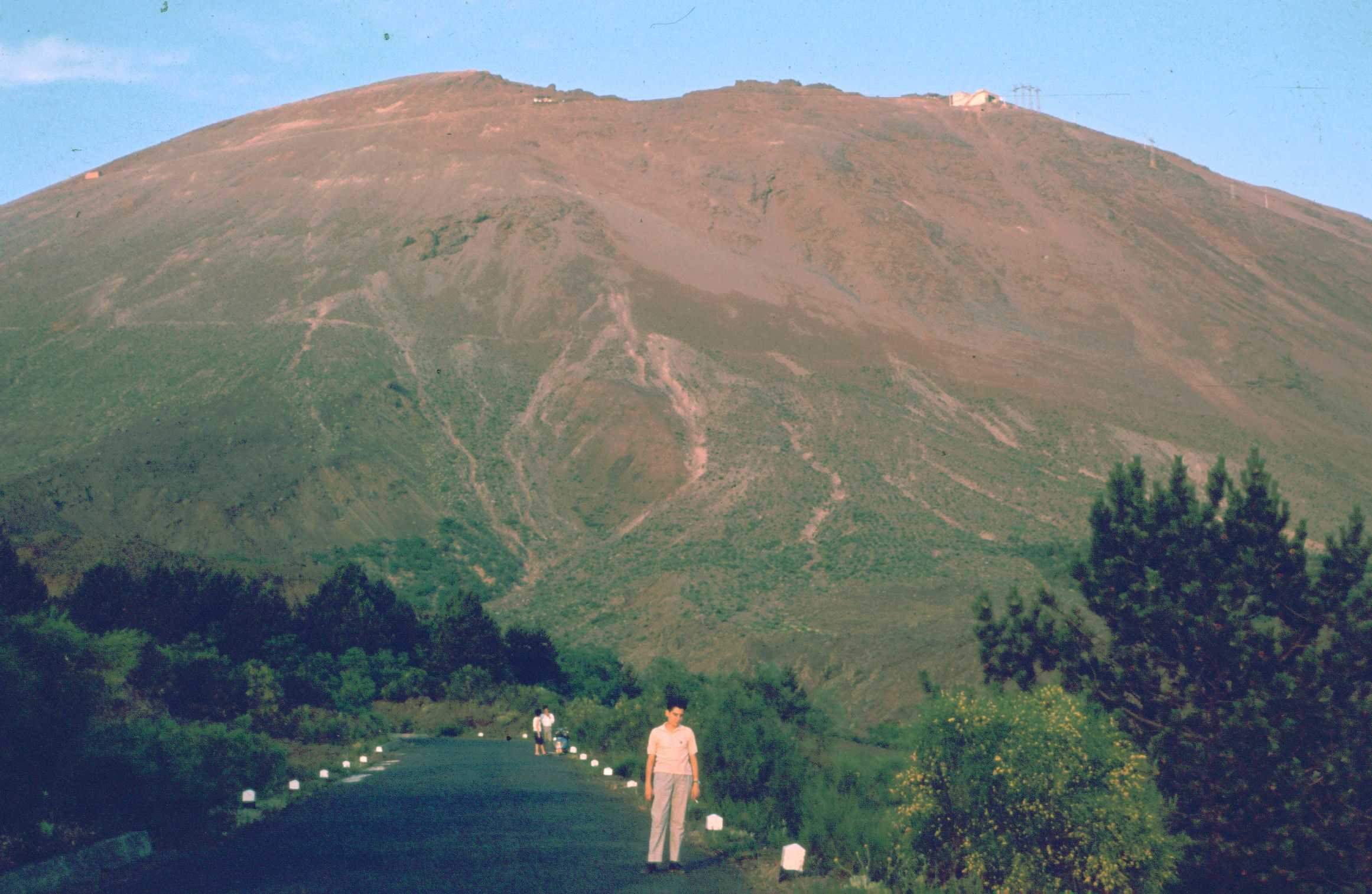
Vesuvio
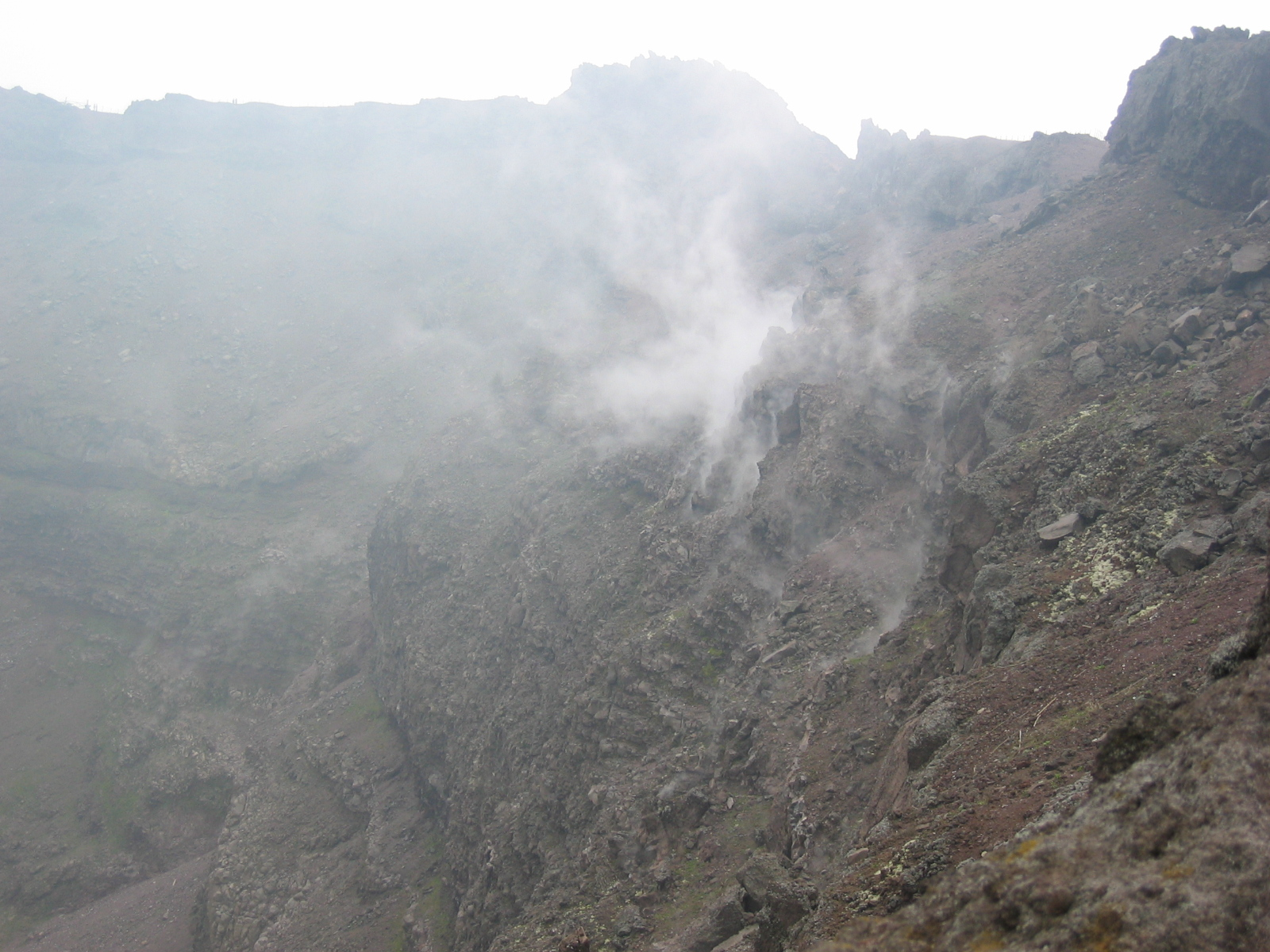
Parco Nazionale del Vesuvio - le fumarole
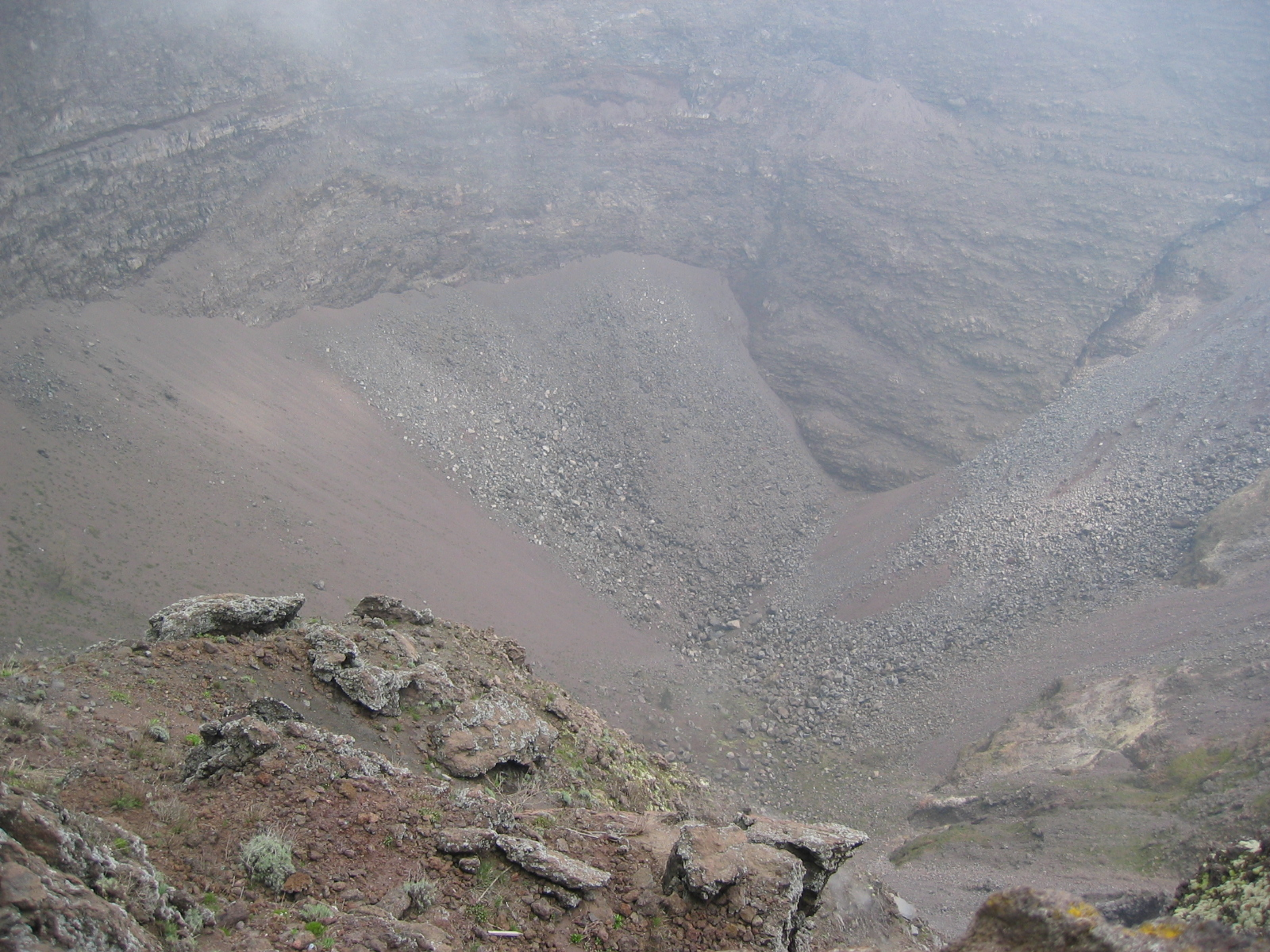
Parco Nazionale del Vesuvio - il cratere
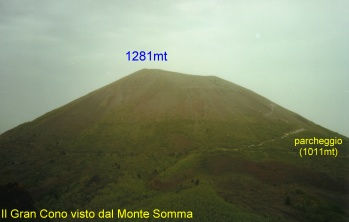
Il "Gran Cono" ripreso dalla cima del Monte somma
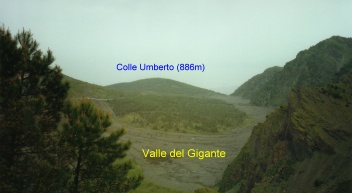
Parco Nazionale del Vesuvio - la "Valle del Gigante"
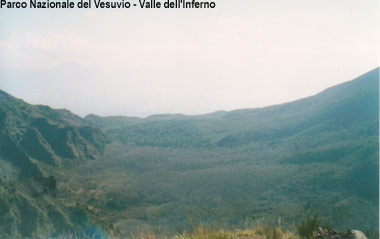
Parco Nazionale del Vesuvio - la "Valle dell'Inferno"
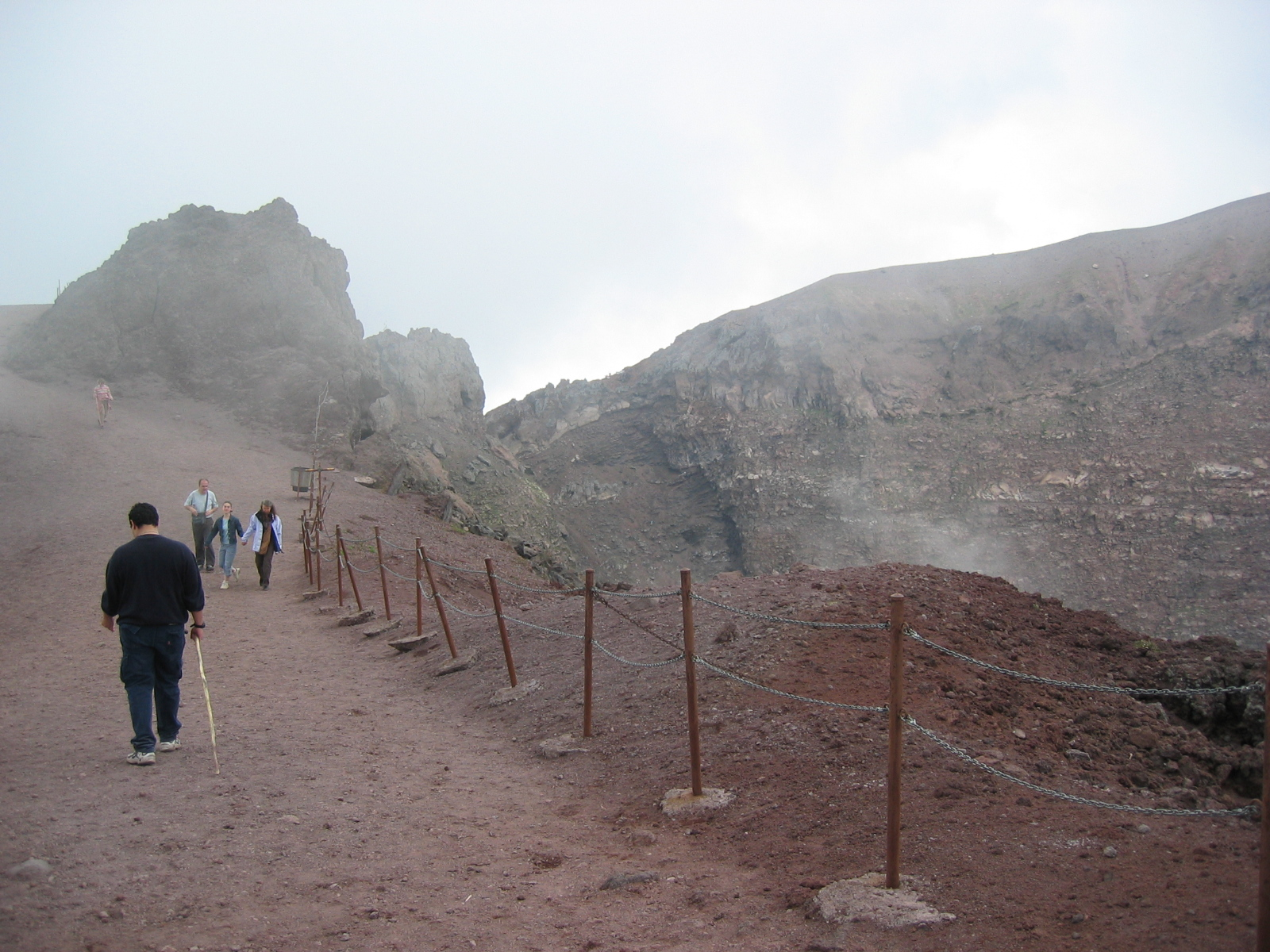
Parco Nazionale del Vesuvio - Il sentiero lungo il cratere
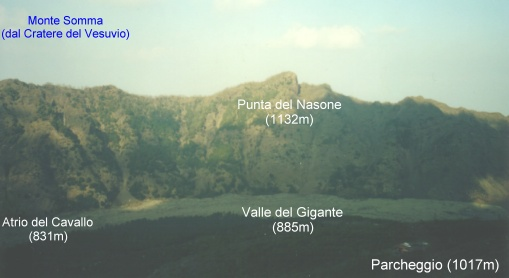
Il Monte Somma ripreso dalla cima del Vesuvio
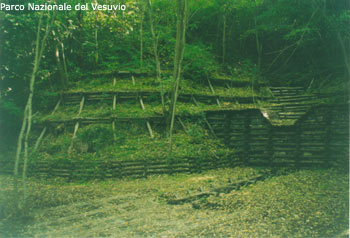
Opere di ingegneria naturalistica lungo il sentiero n.3